# Rooster (gra komputerowa)
Rooster – polska gra zręcznościowa. Zadaniem gracza wcielającego się w postać komandosa jest unicestwienie terrorystów z Marsa, którzy opanowali bazę naukową na Księżycu, gdzie najlepsi ziemscy naukowcy prowadzili badania nad nowymi rodzajami broni. Systemy obronne stacji kosmicznej w postaci robotów traktują komandosa jak zagrożenie. Nie ma ich zbyt wielu, lecz są dosyć wytrzymałe i wystarczająco inteligentne, aby skutecznie utrudnić rozgrywkę.
Zadaniem gracza jest przebrnięcie przez cztery, dosyć rozbudowane etapy. Wiele przeszkód nie daje się zniszczyć ani przy pomocy karabinu, który gracz posiada, ani przy pomocy mobilnych rakiet, które można znaleźć w korytarzach. W labiryntach znajdują się przełączniki w ścianach, które otwierają zamknięte drzwi lub aktywują pewne urządzenia oraz teleporty, które przemieszczają gracza w inną część etapu. Na swojej drodze napotyka on również komputery, do których należy włożyć odpowiednią dyskietkę, aby otworzyć drzwi lub aktywować jakiś mechanizm. Dodatkowo natrafia też na różnego rodzaju urządzenia, które trzeba po prostu uaktywnić.
Graficzna realizacja gry przypomina serię Alien Breed – widok pionowy z góry, komandos, broń.